# Nemzetközi Kerámia Stúdió
Das Internationale Keramikstudio und Museum Nemzetközi Kerámia Stúdió befindet sich in der ungarischen Stadt Kecskemét und arbeitet im Bereich der Modernen Keramik. Die Künstlerkolonie organisiert Lehrgänge der Universität Sopron und veranstaltet Seminare mit internationaler Beteiligung. Wegen seiner eingeschlossenen Lage in der Altstadt von Kecskemét, mit mehreren weiträumigen Innenhöfen, wird es auch als „Kloster des Tons“ (ungarisch: „Az agyag kolostara“) bezeichnet.

## Geschichte
Dank staatlicher Lenkung der Stabsstelle für Bildende Künste (Képző- és Iparművészeti Lektorátuson) und Freiräumen für privates Kleinunternehmertum nach dem Ungarischen Volksaufstand von 1956, entwickelte sich ein lokaler Wirtschaftspol für kunsthandwerkliche und industrielle Keramik, der sich auf die örtliche Tradition berief und dessen Herzstück die Keramikwerke Finomkerámia-ipari Művek bildeten. Es entstanden Kunsthandwerkergenossenschaften, deren Mitglieder das Design für die Serienproduktion lieferten und im Gegenzug Material und Ateliers zur eigenen Verfügung erhielten. Da die Keramik nicht im Verdacht stand, politisch zu sein, war die staatliche Kontrolle über die Arbeit der Künstler gering, sodass diese Kontakte mit ost- und westeuropäischen Berufskollegen herstellen konnten. Dies war vom damaligen Kulturminister György Aczél durchaus beabsichtigt. Die geringe politische Überwachung machte die Keramik in Osteuropa zu einer im Vergleich zum Westen für Kunstschaffende attraktiven Kunstform, die in der Lage war, aktuelle Ideen und avantgardistische Konzepte zu rezipieren und, zumindest in der Wahrnehmung der Künstler, die Trennung zwischen Kunst und Kunsthandwerk aufzulösen. Dabei beanspruchten die Keramiker – im Sinne des Paragone – für sich eine Mittelstellung zwischen Bildhauerei und Malerei.
1970 machte der Keramiker János Probstner, unterstützt von seinem Kollegen Imre Schrammel, den Vorschlag zur Gründung des Keramikstudios. Dieser wurde von István Gajdócsi, dem Vorsitzenden des Komitats Bács-Kiskun, und von Ádám Habuda, dem Direktor der Keramikwerke, positiv aufgenommen. 1973 konnte das Ungarische Institut für Volkskultur für das Projekt gewonnen werden. Zwischen 1973 und 1977 wurde nach Plänen des Architekten Józef Kerényi ein erster Teil einer zusammenhängenden Häusergruppe in der Altstadt von Kecskemét dafür umgebaut. Diese erhielten eine technische Infrastruktur auf Industrieniveau, die unter anderem Brennöfen für Porzellan-, Steingut-, Fiberglas- und Raku-Brand umfasste.
Am 1. September 1977 wurde der Gründungsvertrag unterzeichnet und im folgenden Jahr ging das Keramikstudio in Betrieb. Während die Künstler ihren mit der Industrie eingegangenen Verpflichtungen weiterhin nachkamen, entwickelten sie das Keramikstudio auch zum Veranstaltungsort für Tagungen und Werkstattkurse. 1969 hatte ein solches Symposium erstmals in Siklós stattgefunden, wobei mit den dortigen Keramikern eine feste Zusammenarbeit etabliert wurde. Ab 1980 hatten diese Symposien internationale Beteiligung. Zwischen 1978 und 2012 waren dies 499 auf Bewerbung oder Anfrage ausgewählte Künstler aus 44 Ländern, wobei die meisten Künstler ihre in Kecskemét entstanden Arbeiten der dortigen Sammlung schenkten.
Nachdem 1980 die industriellen Keramikwerke ihren Betrieb einstellt hatten, begann das Keramikstudio ab 1986 mit dem Aufbau einer eigenen Tonaufbereitung und einer Silikatfarben- und Glasurproduktion. Diese trug ab 1987 den Namen Interkerám und wurde in den frühen 1990er-Jahren, gegen den Willen des Keramikstudios, privatisiert. Ab 1985 trug das Keramikstudio offiziell den Namen Internationales Keramikstudio. Es ist ins System der ungarischen Universitäten integriert und bietet Kurse der Universität Sopron. 2006 eröffnete es einen Ausstellungsraum im Stadtteil Ferencváros in Budapest, das Museion No. 1, in der Üllői-Straße. Teile der umfassenden Sammlung wurden schon im Ungarischen Museum für Kunstgewerbe und im Ausland gezeigt. Eine Dauerausstellung befindet sich in der Kápolna-Straße 11 in Kecskemét.
Seit 2001 nun auch juristisch als Non-Profit-Organisation angelegt, ist das Keramikstudio heute zusammen mit dem Forras Verlag und dem Internationalen Studio für Email-Kunst, Bestandteil der städtischen Kecskemét Studios für Zeitgenössische Kunst, geleitet von László Füzi. Nachdem es bis 2011 von János Probstner weiterentwickelt wurde, befindet es sich heute unter der Leitung von Steve Matison und Márton Strohner. Die Finanzierung erfolgt teilweise durch Erasmus+ der Europäischen Union.